# Liga polska w piłce nożnej (1935)
Liga polska w piłce nożnej 1935 – 9. edycja najwyższych w hierarchii rozgrywek ligowych polskiej klubowej piłki nożnej. W poprzednim sezonie spadły dwie drużyny a awansowała tylko jedna. Miało to na celu stopniowe zmniejszenie liczby drużyn w lidze do 10.
| Poziomy rozgrywkowe w sezonie 1935 | Poziomy rozgrywkowe w sezonie 1935 | Poziomy rozgrywkowe w sezonie 1935 | Poziomy rozgrywkowe w sezonie 1935 |
| Rozgrywki                          | P                                  | Nazwa                              | Nazwa                              |
| ---------------------------------- | ---------------------------------- | ---------------------------------- | ---------------------------------- |
| Centralne                          | I                                  | Liga                               | Liga                               |
| Okręgowe (14 okręgów)              | II                                 | A Klasa (12 okręgów)               | Liga okręgowa (2 okręgi)           |
| Okręgowe (14 okręgów)              | III                                | B klasa                            | A klasa                            |
| Okręgowe (14 okręgów)              | IV                                 | C klasa                            | B klasa                            |
| Okręgowe (14 okręgów)              | V                                  |                                    | C klasa                            |

## Drużyny
| Uczestnicy poprzedniej edycji                                                                                 | Uczestnicy poprzedniej edycji | Uczestnicy poprzedniej edycji | Uczestnicy poprzedniej edycji |
| --- | ----------------------------- | ----------------------------- | ----------------------------- |
| RCH | Ruch Wielkie Hajduki          | 1                             |                               |
| CRA | Cracovia                      | 2                             |                               |
| WKR | Wisła Kraków                  | 3                             |                               |
| GAR | Garbarnia Kraków              | 4                             |                               |
| LEG | Legia Warszawa                | 5                             |                               |
| PGL | Pogoń Lwów                    | 6                             |                               |
| WAR | Warta Poznań                  | 7                             |                               |
| ŁKS | ŁKS Łódź                      | 8                             |                               |
| PWA | Polonia Warszawa              | 9                             |                               |
| WAW | Warszawianka                  | 10                            |                               |
| Awans z klasy A 1934                                                                                          |                               |                               |                               |
| po eliminacjach                                                                                               |                               |                               |                               |
| ŚCE | Śląsk Świętochłowice          | 1                             |                               |
| Oznaczenia: - kolumna pierwsza – skróty nazw drużyn, - kolumna trzecia – miejsce zajęte w poprzednim sezonie. |                               |                               |                               |

## Tabela
| Lp. | Drużyna                  | M  | Z  | R | P  | Bramki | Bramki | Stos. | Pkt | Uwagi             |
| --- | ------------------------ | -- | -- | - | -- | ------ | ------ | ----- | --- | ----------------- |
| 1   | Ruch Wielkie Hajduki (M) | 20 | 10 | 6 | 4  | 37     | 26     | 1,423 | 26  |                   |
| 2   | Pogoń Lwów               | 20 | 11 | 3 | 6  | 55     | 31     | 1,774 | 25  |                   |
| 3   | Warta Poznań             | 20 | 10 | 4 | 6  | 50     | 33     | 1,515 | 24  |                   |
| 4   | Wisła Kraków             | 20 | 10 | 3 | 7  | 51     | 38     | 1,342 | 23  |                   |
| 5   | Śląsk Świętochłowice     | 20 | 10 | 2 | 8  | 34     | 40     | 0,850 | 22  |                   |
| 6   | ŁKS Łódź                 | 20 | 9  | 2 | 9  | 30     | 34     | 0,882 | 20  |                   |
| 7   | Garbarnia Kraków         | 20 | 7  | 5 | 8  | 37     | 31     | 1,194 | 19  |                   |
| 8   | Warszawianka             | 20 | 6  | 6 | 8  | 29     | 37     | 0,784 | 18  |                   |
| 9   | Legia Warszawa           | 20 | 8  | 2 | 10 | 32     | 46     | 0,696 | 18  |                   |
| 10  | Cracovia (S)             | 20 | 6  | 5 | 9  | 34     | 34     | 1,000 | 17  | Spadek do klasy A |
| 11  | Polonia Warszawa (S)     | 20 | 3  | 2 | 15 | 18     | 57     | 0,316 | 8   | Spadek do klasy A |

## Najlepsi Strzelcy
| Gole | Strzelcy             | Drużyny      |
| ---- | -------------------- | ------------ |
| 22   | Michał Matyas        | Pogoń Lwów   |
| 16   | Kajetan Kryszkiewicz | Warta Poznań |
| 16   | Artur Woźniak        | Wisła Kraków |

Wg 

## Klasyfikacja medalowa mistrzostw Polski po sezonie
Tabela obejmuje wyłącznie kluby mistrzowskie.
|    | Klub                 |   |   |   |
| -- | -------------------- | - | - | - |
| 1. | Pogoń Lwów           | 4 | 3 | 0 |
| 2. | Cracovia             | 3 | 1 | 1 |
| 3. | Ruch Wielkie Hajduki | 3 | 0 | 0 |
| 4. | Wisła Kraków         | 2 | 3 | 4 |
| 5. | Warta Poznań         | 1 | 3 | 6 |
| 6. | Garbarnia Kraków     | 1 | 1 | 0 |